# Вишинкі
Вишинкі (пол. Wyszynki) — село в Польщі, у гміні Будзинь Ходзезького повіту Великопольського воєводства.
Населення — 160 осіб (2011).
У 1975-1998 роках село належало до Пільського воєводства.

## Демографія
Демографічна структура станом на 31 березня 2011 року:
|          | Загалом | Допрацездатний вік | Працездатний вік | Постпрацездатний вік |
| -------- | ------- | ------------------ | ---------------- | -------------------- |
| Чоловіки | 85      | 25                 | 55               | 5                    |
| Жінки    | 75      | 18                 | 41               | 16                   |
| Разом    | 160     | 43                 | 96               | 21                   |